# Rio Muru
Le rio Muru est un cours d'eau brésilien qui baigne l'État d'Acre et un affluent du rio Tarauacá, donc un sous-affluent de l'Amazone par le Rio Juruá. 

## Géographie
Il prend sa source sur le territoire de la municipalité de Feijó. Il arrose les communes de Feijó, Jordão et Tarauacá. C'est un affluent de la rive droite du rio Tarauacá.